# Luis Née
Luis Née (1734-1807) est un botaniste franco-espagnol qui accompagna l'expédition Malaspina de la côte pacifique des Amériques et de l'Océanie.

## Biographie
Il travaille pour les jardins du palais royal de la Granja de San Ildefonso quand le garde-marine Antonio Pineda (1753-1792), féru de sciences naturelles, lui propose de rejoindre l'expédition dirigée par Alessandro Malaspina et José de Bustamante y Guerra. Les deux hommes sont également accompagnés par Thaddaeus Haenke (1761-1817), jeune botaniste originaire de Bohème. 
Luis Née embarque à bord de l'Atrevida en 1789. Il collecte des échantillons de plantes en Uruguay, Argentine, Chili, Pérou et Équateur. Avec Pineda, quand l'expédition se sépare en deux, il explore l'intérieur du Mexique. Ils atteignent les Philippines, puis retrouvent le reste de l'expédition à Buenos Aires et rejoignent l'Espagne en 1794. Ses tentatives pour publier ses découvertes ne furent pas très heureuses, à cause d'abord de la disgrâce de Malaspina puis de la guerre.
Le Jardin botanique royal de Madrid conserve son herbier. Son nom est associé à 38 espèces de plantes.